# Харіберт II
Харіберт II (*Charibert II, 607/617 —8 квітня 632) — король Аквітанії у 629—632 роках.

## Життєпис
Походив з династії Меровінгів. Син Хлотаря II, короля усіх франків. Після смерті батька у 629 році Харіберт став претендувати на Нейстрію, оскільки Австразія вже належала його зведеному брату Дагоберту I з 623 року.
Харіберт спрямував на перемовини свого стрийко Бродульфа. Дагоберт I вбив Бродульфа, але у 629 році за порадою своїх радників надав Харіберту Аквітанію, що включала в себе міста Тулуза, Кагор, Ажен, Периге і Сент. Угода була підтверджена в 631 році, коли Харіберт став хрещеним батьком Сігіберта, сина Дагоберта I.
У 632 році Харіберт II підкорив Васконське герцогство, таким чином розширивши своє королівство, але незабаром після цього помер. Можливо, його було вбито за наказом Дагоберта I. Його єдиний син Хільперік успадкував трон Аквітанії.

## Родина
Дружина — Гізела, донька Егінана, герцога Васконі
Діти:
- Хільперік (630—632), король Аквітанії у 632 році